# Phaonia angustiprosternum
Phaonia angustiprosternum este o specie de muște din genul Phaonia, familia Muscidae, descrisă de Ma în anul 1992.
Este endemică în Liaoning. Conform Catalogue of Life specia Phaonia angustiprosternum nu are subspecii cunoscute.